# Tucker Fredricks
Tucker Fredricks (* 16. April 1984 in Janesville) ist ein US-amerikanischer Eisschnellläufer. Das Mitglied des US-Eisschnelllauf-Nationalteams ist auf die Sprintstrecken spezialisiert.
Bis zu seinem zwölften Lebensjahr spielte Fredericks Eishockey, wechselte dann jedoch die Sportart, weil er als zu klein aussortiert wurde. Er debütierte Anfang Dezember 2002 im Weltcup. Seine Besten Platzierungen waren bisher zwei Zweite Plätze über die 100- und 500-Meter-Strecke Anfang 2005. Einmal wurde er US-amerikanischer Meister über die 500-Meter-Strecke (2006), je zweimal Zweiter und Dritter. Am 7. Dezember 2007 gewann er beim Weltcup in Heerenveen die 500 m.
Nach seiner Teilnahme an den Olympischen Spielen 2006 in Turin hat Fredricks auch an den Olympischen Spielen 2010 in Vancouver teilgenommen. Er belegte über die 500 Meter Strecke den 12. Platz.